# 历代三宝纪
《歷代三寶紀》，一十五卷，中國隋朝費長房編撰的一部兼具史傳和經錄性質的佛教著作，又名《開皇三寶錄》，略稱《長房錄》、《三寶錄》、《房錄》等。

## 作者
《歷代三寶紀》的作者是中國隋朝長安大興善寺的翻經學士費長房。費長房，未詳生卒，僅知其活動年代大致在公元562年至597年（這僅是其《歷代三寶紀》一書裡提到的事實可考的年代，並不是生卒年代），四川成都人，原是北周僧侶，還俗前曾在成都某寺廟出家。北周武帝宇文邕於建德三年（公元574年）下令廢佛道二教，因而被迫還俗。到了隋文帝楊堅時，於開皇元年（公元581年）設置譯場，因其精通佛學，並通諸子百家，就以俗人身份被搜訪敕召入京，並委任為翻經學士，此後就在大興善寺擔任筆受工作。

## 主要內容
包括四個部份：
1. 帝年（卷一至卷三）。費長房在「帝年」部份的記敘起自周莊王十年（公元前687年），到隋開皇十七年（公元597年），總計一千二百七十四年。以佛教大事和重要政事為線，堪稱一部完整的佛教大事年表。
2. 代錄（卷四至卷十二）。費長房以朝代為經，以譯人為緯，記敘自東漢至隋十七個朝代，一百九十七人翻譯的各種經典二千一百四十六部，合六千二百三十五卷。並為每一個譯人都附列了小傳。
3. 入藏錄（卷十三、十四）。此部份分別大小乘經律論，著錄應入藏的經典，總計一千〇七十六部，三千二百九十二卷。此部份是費長房的創新與貢獻所在，此體例也為後代不少經錄所沿用。雖然漢文大藏經在南北朝時期已初步形成，但遲至《歷代三寶紀·入藏錄》的出現，才說明漢文大藏經已經正式形成，因此可以說，《歷代三寶紀》的編撰完成是漢文大藏經正式形成的標誌。
4. 總目（卷十五）。著錄《上開皇三寶錄表》、《歷代三寶紀》之總目以及歷代佛教經錄。

其目錄如下：
- 歷代三寶紀卷第一（帝年 上 周、秦）
- 歷代三寶紀卷第二（帝年 次 前漢、新王、後漢）
- 歷代三寶紀卷第三（帝年 下 魏、晉、宋、齊、梁、周、大隋）
- 歷代三寶紀卷第四（譯經 後漢）
- 歷代三寶紀卷第五（譯經 魏、吳）
- 歷代三寶紀卷第六（譯經 西晉）
- 歷代三寶紀卷第七（譯經 東晉）
- 歷代三寶紀卷第八（譯經 苻秦、姚秦）
- 歷代三寶紀卷第九（譯經 西秦、北涼、元魏、高齊、陳氏）
- 歷代三寶紀卷第十（譯經 宋）
- 歷代三寶紀卷第十一（譯經 齊、梁、周）
- 歷代三寶紀卷第十二（譯經 大隋）
- 歷代三寶紀卷第十三（大乘錄 入藏目）
- 歷代三寶紀卷第十四（小乘錄 入藏目）
- 歷代三寶紀卷第十五（上開皇三寶錄表、開皇三寶錄總目）

## 評價
唐代道宣對其評論道：「以列代經錄散落難收，佛法肇興，年載蕪沒，乃撰《三寶錄》一十五卷。始於周莊之初，上編甲子，下舒年號，并諸代所翻經部卷目。軸別陳敘，凾多條例。然而瓦玉雜糅，真偽難分。得在通行，闕於甄異。錄成陳奏，下勅行之，所在流傳，最為該富矣。」

「以歷代群錄，多唯編經，至於佛僧，紀述蓋寡，乃撰《三寶》，履歷帝年。始自周莊魯莊，至於開皇末歲。首列甲子，傍列眾經。翻譯時代，附見綸綜。今所集錄，據而本之。至於入藏，瓦玉相謬，得在繁富，失在覈通。非無憑准，未可偏削。」

唐代智昇對其評論曰：「『入藏』之中，瓦玉相謬，得在繁富，未可覈通。非無憑准，未可偏削。(撰錄者曰：余檢長房『入藏錄』中，事實雜謬，其闕本、疑偽皆編入藏，竊為不可。又如『大乘錄』中，《賢劫經》、《賢劫三昧經》，此是一經兩名，今存二部，一誤。《須菩提品》及《長安品》，此並《般若鈔》之異名，今別存兩部，二誤。《須真天子經》、《須真天子問四事經》亦一經兩名，重載二部，三誤。《象步經》即《無所希望經》異名，二名各存，四誤。《菩提無行經》即《文殊問菩提經》異名，存其二本。五誤。以《僧佉外道論》入『大乘』中，六誤。『小乘錄』中《達摩多羅禪經》與《不淨觀經》總是一經，其不淨觀，約法為名，達摩多羅，就人立稱，二部俱存，七誤。《十誦律》六十一卷、《十誦律》五十九卷，二本不殊，其六十一卷者，卑摩羅叉伽毘尼序置之於後，餘並無異。今云重譯，二本俱存，八誤。《律二十二》在於律中，《明了論》在於論錄，一題分二，九誤。其《律二十二》乃是《明了論》之半題，今存《律》二十二卷，誤中重誤也。《眾事分阿毘曇論》，『代錄』之中即言『宋朝求那跋陀羅共菩提耶舍譯』，『入藏』之內則言『失源』，前後差違，十誤。餘者在錄，不能繁敘)。」

近人梁啟超評價道：「大抵長房為人，貪博而寡識，其書蓋鈔撮諸家之錄而成，蒐采雖勤，別裁苦尠。其最可觀者，實惟前三卷之年表，雖考證事實，舛訛尚多，然體例固彼所自創也。」

陳士強認為此書不足之處在於：「考核不精，偽濫甚多。」

批評最多的則是譚世保，其在《漢唐佛史探真》一書裡通篇批評費長房貪圖名利而作偽，因此《歷代三寶紀》並無多大價值。

至於其他有關評論，則大多不出道宣、智昇的評價。